# Eriocaulon taishanense
Eriocaulon taishanense là một loài thực vật có hoa trong họ Eriocaulaceae. Loài này được F.Z.Li mô tả khoa học đầu tiên năm 1988.